# Carl Remigius Fresenius Education
Die Carl Remigius Fresenius Education AG (ehemals Cognos Bildungsgruppe) ist ein privates Bildungsunternehmen mit Sitz in Hamburg und Köln. Die Gesellschaft betreibt Berufsfachschulen, Hochschulen, Akademien und Institute für berufliche Weiterbildung. Hauptgesellschafter sind Ludwig Fresenius und Arend Oetker. Namensgeber ist der Chemiker Carl Remigius Fresenius (1818–1897).

## Geschichte
Die Carl Remigius Fresenius Education AG existiert seit 1975. Bis 1989 war das Unternehmen unter dem Namen IFBE Institut für berufsbezogene Erwachsenenbildung am Markt, danach firmierte es als Cognos Bildungsgruppe, bis es im Februar 2023 zur Carl Remigius Fresenius Education AG wurde.

### IFBE Institut für berufsbezogene Erwachsenenbildung
Das IFBE Institut wurde 1975 in Hamburg von Bernhard Peters und Rolf Schmidt gegründet. Der Fokus lag zu Beginn auf dem Aufbau von Fortbildungs- und Umschulungszentren. 1979 begann das Unternehmen mit der Einrichtung technisch-gewerblicher Trainingszentren, 1980 folgte der Aufbau medizinaler Schulungszentren mit staatlicher Anerkennung. 1989 erwarb das Unternehmen 14 staatlich anerkannte Berufsfachschulen im medizinisch-technischen Bereich und führte den Markennamen DIE SCHULE für Berufe mit Zukunft für die Ausbildung in Gesundheitsberufen ein.

### Cognos-Bildungsgruppe
1989 erfolgte eine Umbenennung des IFBE Instituts für berufsbezogene Erwachsenenbildung in die Cognos. In den Folgejahren wuchs das Unternehmen durch den Ausbau bestehender Beteiligungen sowie den Zukauf externer Bildungseinrichtungen. Seit Februar 2023 ist die Carl Remigius Fresenius Education AG als Rechtsträger der Cognos-Bildungsgruppe im Handelsregister eingetragen. 
1989 erwarb das Unternehmen die Management-Akademie Bad Harzburg (später: Akademie für Führungskräfte der Wirtschaft) und erweiterte sich damit um eine Einrichtung außerhalb des Gesundheitswesens. Die Akademie wurde im Februar 2021 geschlossen.
1995 trat die Carl Remigius Fresenius Education AG mit einer Beteiligung an der Hochschule Fresenius (damals: Europa Fachhochschule Fresenius) in den Hochschulmarkt ein. 2001 folgte mit dem Erwerb der Hochschule für Regionalentwicklung und Bankinstitut Prag der Schritt ins Ausland.
Aktuell unterhält die Hochschule Fresenius Standorte und Studienzentren in Idstein, Köln, Hamburg, München, Düsseldorf, Frankfurt am Main, Wiesbaden, Berlin, Heidelberg sowie in New York City (USA) und bietet fünf Fachbereiche (Chemie & Biologie, Gesundheit & Soziales, Wirtschaft & Medien, Design, onlineplus) an. Die Ludwig Fresenius Schulen sind mit rund 80 Einrichtungen an 30 Standorten in Deutschland präsent. Ein Wachstum des Unternehmens wurde 2013 mit Zukauf der Schulen Dr. W. Blindow erreicht, deren Standorte in die Ludwig Fresenius Schulen integriert wurden. Das Angebot der Ludwig Fresenius Schulen umfasst heute Aus- und Weiterbildungen aus den Bereichen Therapie & Prävention, Naturheilkunde & Alternativmedizin, Pflege & Erziehung, Labor & Naturwissenschaften, Technik sowie Wirtschaft & Tourismus.
Von 2013 bis 2019 erfolgte eine Beteiligung an der HHL Leipzig Graduate School of Management. 2015 wurde die Hochschule für Internationales Management Heidelberg (HIM), gekauft, die seit 2017 Teil der Marke Hochschule Fresenius ist. 2015 gründete die Carl Remigius Fresenius Education AG die Lunex University of Health, Exercise and Sports in Luxemburg. Im Dezember 2021 wurde die Charlotte Fresenius Hochschule (CFH) als universitätsgleichgestellte Hochschule nach Hessischem Hochschulgesetz gegründet. Die Hochschule steht in privater Trägerschaft der Hochschulen Fresenius gemeinnützige GmbH. In der Aufbauphase der Hochschule liegt der Fokus auf psychologischen und psychotherapeutischen Bachelor- und Master-Studiengängen. 2023 erfolgte die Gründung der Charlotte Fresenius Privatuniversität in Wien, einer Bildungseinrichtung nach österreichischem Hochschulrecht, die in Lehre und Forschung einen Schwerpunkt auf Nachhaltigkeit legen wird. Ebenfalls 2023 wurde die Know How! AG erworben, ein Anbieter digitaler Weiterbildungen mit Standorten in Leinfelden-Echterdingen, Augsburg und Konstanz.

## Unternehmensbereiche
Die Carl Remigius Fresenius Education AG fungiert als strategische Holding für rechtlich selbständige Tochtergesellschaften. Das Unternehmen betreibt Berufsfachschulen, private Hochschulen sowie Akademien und Institute für berufliche Weiterbildung im In- und Ausland. Dazu gehören unter anderem die Hochschule Fresenius, die Akademie Fresenius, die Lunex University in Luxemburg und die Ludwig Fresenius Schulen (früher: Die Schule für Berufe mit Zukunft). Neben den eigenen Unternehmen hielt die Gesellschaft von 2013 bis 2019 eine Beteiligung an der HHL Leipzig Graduate School of Management (früher: Handelshochschule Leipzig).

### Tochterunternehmen
Folgende Unternehmen sind Teil der Carl Remigius Fresenius Education AG und als Marke vertreten:
- Akademie Fresenius
- Carl Remigius Medical School
- COGNOS International
- Hochschule Fresenius
- AMD Akademie Mode & Design – Fachbereich Design, der Hochschule Fresenius
- Hochschule Fresenius Heidelberg, bis 2017 Hochschule für Internationales Management Heidelberg (HIM)
- Charlotte Fresenius Hochschule
- Charlotte Fresenius Privatuniversität, Wien
- Akademie für Gestaltung, Köln
- Hochschule für Regionalentwicklung und Bankinstitut – Ambis. Vysoká škola., Prag
- Know How!, Leinfelden-Echterdingen
- Ludwig Fresenius Schulen
- LUNEX University, University of Health, Exercise & Sports
- mentor Fortbildungen
- PTL – Die Praxis
- Studienkolleg NRW
- thalamus Heilpraktikerschulen

In den Jahren 1989 bis 2021 war die Akademie für Führungskräfte der Wirtschaft (ehemals: Management-Akademie Bad Harzburg) Teil der Carl Remigius Fresenius Education AG. Im Februar 2021 wurde das Unternehmen geschlossen.
Die Unternehmen der AG gliedern sich in folgende Untergruppen auf:

#### Berufsfachschulen
- Ludwig Fresenius Schulen: Aus- und Weiterbildungen in den Bereichen Therapie und Wellness, Pflege und Pädagogik, Medizin und Labor, Wirtschaft sowie Technik. Mehr als 100 Schulen an über 30 Standorten[18] (Stand: 2021) in Deutschland.
- Hochschule Fresenius / AMD Akademie Mode & Design: Ausbildungen in den Fachbereichen Chemie & Biologie, Gesundheit & Soziales und Modejournalismus/Medienkommunikation sowie den Bereichen Styling und Fertigung.
- mentor Fortbildungen: Fort- und Weiterbildungen im Gesundheitsbereich. Ca. 30 Standorte[19] (Stand: 2023) bundesweit.
- PTL – Die Praxis: Ausbildungen in den Bereichen Ergo- und Logopädie.

#### Hochschulen
- Hochschule Fresenius / AMD Akademie Mode & Design: Bachelor- und Masterstudiengänge aus den Bereichen Chemie & Biologie, Gesundheit & Soziales, Wirtschaft & Medien und Design (seit 2013 ist die AMD Akademie Mode & Design als Fachbereich Design in die Hochschule Fresenius integriert), Vollzeit, berufsbegleitend in Präsenz oder online (onlineplus) Standorte und Studienzentren in Idstein, Köln, Hamburg, München, Düsseldorf, Frankfurt am Main, Wiesbaden, Heidelberg und Berlin sowie in Banská Bystrica (Slowakei) und New York City (USA).
- Hochschule für Regionalentwicklung und Bankinstitut – Ambis. Vysoká škola, Prag (Tschechische Republik): Bachelor- und Masterstudiengänge mit den Schwerpunkten Bankenmanagement, Versicherungswirtschaft, Immobilienwirtschaft und Wirtschaftsrecht.
- Carl Remigius Medical School: Bachelor- und Masterstudiengänge in medizinnahen, gesundheitsökonomischen, therapeutischen und pflegerischen Fächern in Vollzeit und berufsbegleitend. Standorte in Frankfurt am Main, Hamburg, Idstein, Köln und München.
- Charlotte Fresenius Hochschule: Universitäre Bachelor- und zukünftig Masterprogramme in Vollzeit im Bereich Psychologie und Psychotherapie. Standorte in Wiesbaden und München.
- Charlotte Fresenius Privatuniversität, Wien: Universitäre Bachelor- und zukünftig Masterprogramme in Vollzeit mit Fokus Nachhaltigkeit.
- ecosign/Akademie für Gestaltung, Köln: Bachelor- und Masterstudiengänge aus dem Bereich Nachhaltigkeit und Design
- LUNEX University, University of Health, Exercise & Sports (Differdingen, Luxemburg): Bachelor- und Masterstudiengänge in den Bereichen Sport, Gesundheit, Prävention und Therapie.

#### Akademien und Institute für berufliche Weiterbildung
- Die Akademie Fresenius: Tagungen, Seminare und Kongresse in den Bereichen Food/Getränke, Chemie/Agrochemie, Umwelt, Waschmittel, Kosmetika. Deutschsprachige wie internationale Veranstaltungen.

### Beteiligungen
Die Carl Remigius Fresenius Education AG ist am Nestor Bildungsinstitut beteiligt. Das Institut bietet Fort- und Weiterbildungen. Das Unternehmen betreibt bundesweit 26 Standorte (Stand: 2016).
Von 2013 bis 2019 hielt das Unternehmen eine Beteiligung an der HHL Leipzig Graduate School of Management (früher: Handelshochschule Leipzig). Im Fokus dieser strategischen Partnerschaft standen die gemeinsame Nutzung des Standortnetzwerks durch die HHL und die Hochschule Fresenius sowie eine enge Zusammenarbeit in Forschung und akademischer Nachwuchsförderung in den Bereichen Gesundheitsökonomie, Wirtschaftspsychologie und Leadership.

## Belege
1. ↑  Webseite. 9. Februar 2023, abgerufen am 13. Februar 2023.
2. 1 2  Trainings & Seminare für Fach- und Führungskräfte. Abgerufen am 18. Februar 2021.
3. ↑  Standorte & Einrichtungen der Hochschule Fresenius. In: hs-fresenius.de. Hochschule Fresenius, archiviert vom Original (nicht mehr online verfügbar) am 16. November 2016; abgerufen am 16. November 2016.
4. ↑  Melanie Behrendt, Melanie Hahn: Hochschule Fresenius eröffnet offiziell neues Studienzentrum in New York. (PDF) In: hs-fresenius.de/. Hochschule Fresenius, 6. April 2016, archiviert vom Original am 14. Juli 2016; abgerufen am 16. November 2016.
5. ↑  Website der Hochschule Fresenius. In: hs-fresenius.de/. Hochschule Fresenius, archiviert vom Original (nicht mehr online verfügbar) am 16. November 2016; abgerufen am 16. November 2016.
6. ↑  Bekanntgabe der Beteiligung. In: hhl.de. HHL Leipzig Graduate School of Management, 10. Januar 2013, archiviert vom Original am 16. November 2016; abgerufen am 16. November 2016 (englisch).
7. ↑  Melanie Behrendt, Melanie Hahn: Cognos AG investiert in die Hochschule für Internationales Management in Heidelberg (HIMH). In: cognos-ag.de. Cognos AG, 29. April 2015, archiviert vom Original am 16. November 2016; abgerufen am 16. November 2016.
8. ↑  Cognos AG opens up new opportunities for students in the wider region from April 2016 onwards. In: lunex-university.net. LUNEX University, 10. November 2015, archiviert vom Original (nicht mehr online verfügbar) am 16. November 2016; abgerufen am 16. November 2016 (englisch).
9. ↑  Pierre Gricius: Hier bricht jetzt eine neue Zeit an. Im Fokus, 4. April 2016, archiviert vom Original am 16. November 2016; abgerufen am 16. November 2016.
10. ↑  Website Charlotte Fresenius Hochschule. 25. Januar 2022, abgerufen am 25. Januar 2022.
11. ↑  Unternehmensprofil auf www.cognos-ag.de. Abgerufen am 25. Januar 2022.
12. ↑  Charlotte Fresenius Privatuniversität
13. ↑  Leitbild & Profil. Abgerufen am 17. Oktober 2023 (deutsch).
14. ↑  Know How! AG
15. ↑  Über Uns. In: Carl Remigius Fresenius Education Group. Abgerufen am 17. Oktober 2023 (deutsch).
16. ↑  Website der Cognos AG. In: cognos-ag.de. Cognos AG, abgerufen am 7. Dezember 2017.
17. ↑  Bekanntgabe der Beteiligung. In: hhl.de/. HHL Leipzig Graduate School of Management, 10. Januar 2013, archiviert vom Original am 16. November 2016; abgerufen am 16. November 2016 (englisch).
18. ↑  Die Bildung meiner Zukunft - Ludwig Fresenius Schulen. Abgerufen am 21. Januar 2021.
19. ↑  Webseite der mentor Fortbildungen: Unsere Schulungsorte. Abgerufen am 17. Oktober 2023.